# سيرجي فيلدمان
سيرجي فيلدمان (20 أبريل 1964 - ) هو مدرب كرة قدم ولاعب كرة قدم روسي في مركز الهجوم. لعب مع نادي سكا خاباروفسك.

## وصلات خارجية
- سيرجي فيلدمان على موقع قاعدة بيانات كرة القدم.إي يو (الإنجليزية)